# Leussow
Leussow es un municipio situado en el distrito de Ludwigslust-Parchim, en el estado federado de Mecklemburgo-Pomerania Occidental (Alemania), a una altitud de 21 metros. Su población a finales de 2016 era de 243 habs. y su densidad poblacional, 12 hab/km².
Se encuentra ubicado a pocos kilómetros al noreste del río Elba que la separa del estado de Baja Sajonia.